# Subfusió
La subfusió (o súper refredament) és el procés de refredar un líquid per sota del seu punt de congelació sense que aquest es faci sòlid.
Amb caràcter general la subfusió és la permanència d'un cos en estat líquid a una temperatura inferior a la de fusió.
L'aigua es pot presentar sota la forma subfosa en un interval de temperatura que va de 0 a −39 °C. L'aigua subfosa es congelarà quan entri en contacte amb un tipus particular d'aerosol anomenat "nucli de congelació".

## Descripció
Un líquid que estigui per sota del seu punt de fusió cristal·litzarà en presència d'un cristall nucli al voltant del qual es pugui formar una estructura cristal·lina. Tanmateix, si manquen nuclis, es pot mantenir el mateix estat de la matèria (sòlid) fins a arribar a la temperatura en la qual es produeix la nucleació homogènia del cristall. La nucleació homogènia es pot produir per sobre de la temperatura de transició vítria quan el sistema és un sòlid amorf, és a dir que no és cristal·lí.
El punt de congelació de l'aigua és de 273,15 K (0 °C), però es pot súper refredar a pressió ambient fins a la seva nucleació homogènia, a gairebé 231 K (−42 °C). Si es refreda a un ritme de -10⁶ K/segon, es pot evitar la seva nucleació cristal·lina i l'aigua es converteix en un vidre. La seva temperatura de transició vítria és molt inferior i difícil de determinar, però hi ha estudis que l'estimen com uns 165 K (−108 °C). L'aigua vítria es pot escalfar fins aproximadament 150 K (−123 °C). En l'interval de temperatures entre 231 K (−42 °C) i 150 K (−123 °C), els experiments només han assolit gel cristal·lí.

## Subfusió en sòlids
L'equivalent a la subfusió per al procés de fusió dels sòlids és molt més difícil, per la qual cosa un sòlid gairebé sempre es fon a la mateixa temperatura per a una determinada pressió. Tanmateix és possible sobrecalentar un líquid per sobre del seu punt d'ebullició sense que es faci gasós.

### En meteorologia
L'aigua subfosa té un paper important en diversos fenòmens meteorològics.
L'aigua subfosa no és rara en el núvols, i les aeronaus que se la trobin poden quedar cobertes de glaç que pot ser un perill. Dins dels núvols l'aigua en subfusió té un paper primordial en la formació de la precipitació.
Sobre l'oceà en temps molt fred i ventós les esquitxades poden esdevenir subfoses i glaçar-se sobre l'estructura dels vaixells que tindran problemes d'estabilitat.
Quan la pluja o el plugim entren en una capa d'aire més freda que el punt de congelació, les gotetes que la componen poden quedar subfoses i en arribar a terra convertir-se sobtadament en glaç. També en la pluja engelant hi intervé l'aigua en subfusió.

## Aplicació
Els vidres són d'alguna manera líquids subfosos quallats. D'altra banda aquest fenomen permet explicar parcialment la raó per la qual l'aigua molt freda deixada en el congelador té una velocitat de congelació més lenta que l'aigua tèbia (vegeu l'efecte Mpemba).
Una aplicació comercial de la sobrefusió és en les anomenades bosses de calor (heat pad) petits aparells d'escalfament sovint portàtils que porten acetat de sodi (CH₃COONa), el qual també es fa servir com additiu alimentari amb el codi E 262. La calor necessària per a fondre és retinguda quan la temperatura baixa i el líquid queda per sota de la temperatura de fusió. La calor s'allibera amb la solidificació la qual és provocada per un disc patentat de metall ferrós que deixa anar petits cristalls d'acetat de sodi a la solució la qual actua com a lloc de nucleació per a la recristal·lització de la resta de la solució salina.